# Port-Joinville
Pour les articles homonymes, voir Joinville.
Port-Joinville est le chef-lieu de la commune de L'Île-d'Yeu, situé sur la côte nord de l'île homonyme, en Vendée, et regroupe environ 2 000 de ses 4 880 habitants. C'est aussi le port d'entrée de l'île.

## Localisation
Port-Joinville, situé sur la côte nord-est de l’île d'Yeu, accueille les ferrys en provenance de Fromentine-La Barre-de-Monts (pour 60 % d'entre eux), La Fosse-Barbâtre (Île de Noirmoutier) ou Saint-Gilles-Croix-de-Vie. En 2006, 746 000 passagers ont emprunté son embarcadère.

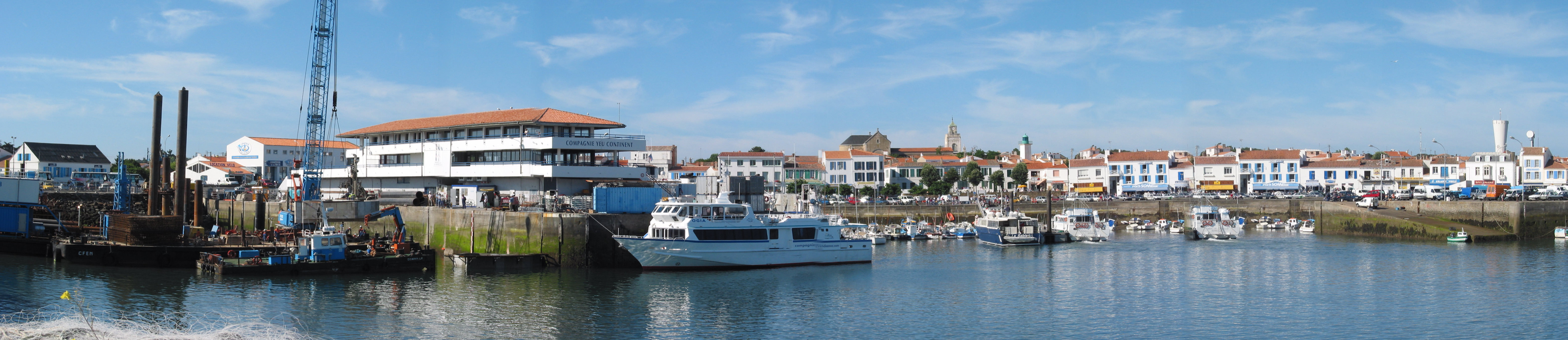
Port-Joinville

## Histoire
Jusqu'au XVIIe siècle, seul un petit port naturel existait, protégé par deux jetées de pierre. Il était apprécié comme étape entre Bordeaux et les ports du Nord, particulièrement par les marins bretons, d’où son nom de « Port aux Bretons » puis, plus tard, de « Port-Breton ».
Au XVIIe siècle, un nouveau quai fut construit. En 1846, le port fut rebaptisé Port-Joinville en l’honneur de François d'Orléans, prince de Joinville, qui avait contribué à son développement. L'entrée du port était dangereuse puisque, entre 1839 et 1924, pas moins de 28 naufrages ont été recensés.
Au XXe siècle s’ajoutèrent un bassin, un port de pêche moderne et un port de plaisance. Depuis 2005, des catamarans peuvent être mouillés à côté de la gare maritime. 
Philippe Pétain, qui était emprisonné sur l'île dans le fort de la Citadelle après son procès de 1945, a passé ses dernières semaines, pour raisons de santé, dans une maison de Port-Joinville à l'été 1951. Il est enterré dans le cimetière de la commune. Le 19 février 1973, à 2 heures du matin, son cercueil est enlevé par un commando d’extrême-droite commandité par l'avocat et homme politique Jean-Louis Tixier-Vignancour qui avait monté cette opération dans le but de transférer la dépouille du maréchal Pétain à l'ossuaire de Douaumont, près de Verdun. Ce transfert correspondait à une volonté testamentaire de Pétain en 1938, lequel souhaitait reposer auprès des centaines de milliers de soldats français tombés pendant la bataille de Verdun. Mais l’enlèvement est découvert quelques heures plus tard et va alors faire la une de tous les médias français, attirant de nombreux journalistes à Port-Joinville. Les membres du commando sont finalement arrêtés et le cercueil retrouvé après seulement trois jours. Rapatrié en hélicoptère sur l'île, il est réinhumé dans sa tombe le 23 février après une brève cérémonie.

## Économie

### Pêche
Pendant longtemps la pêche est demeurée la source principale de revenus de Port-Joinville, mais cette activité est en déclin. Un certain nombre d’usines de traitement des poissons ont été fermées et, en 2005, un grand hall de vente à la criée a été démoli.

### Tourisme

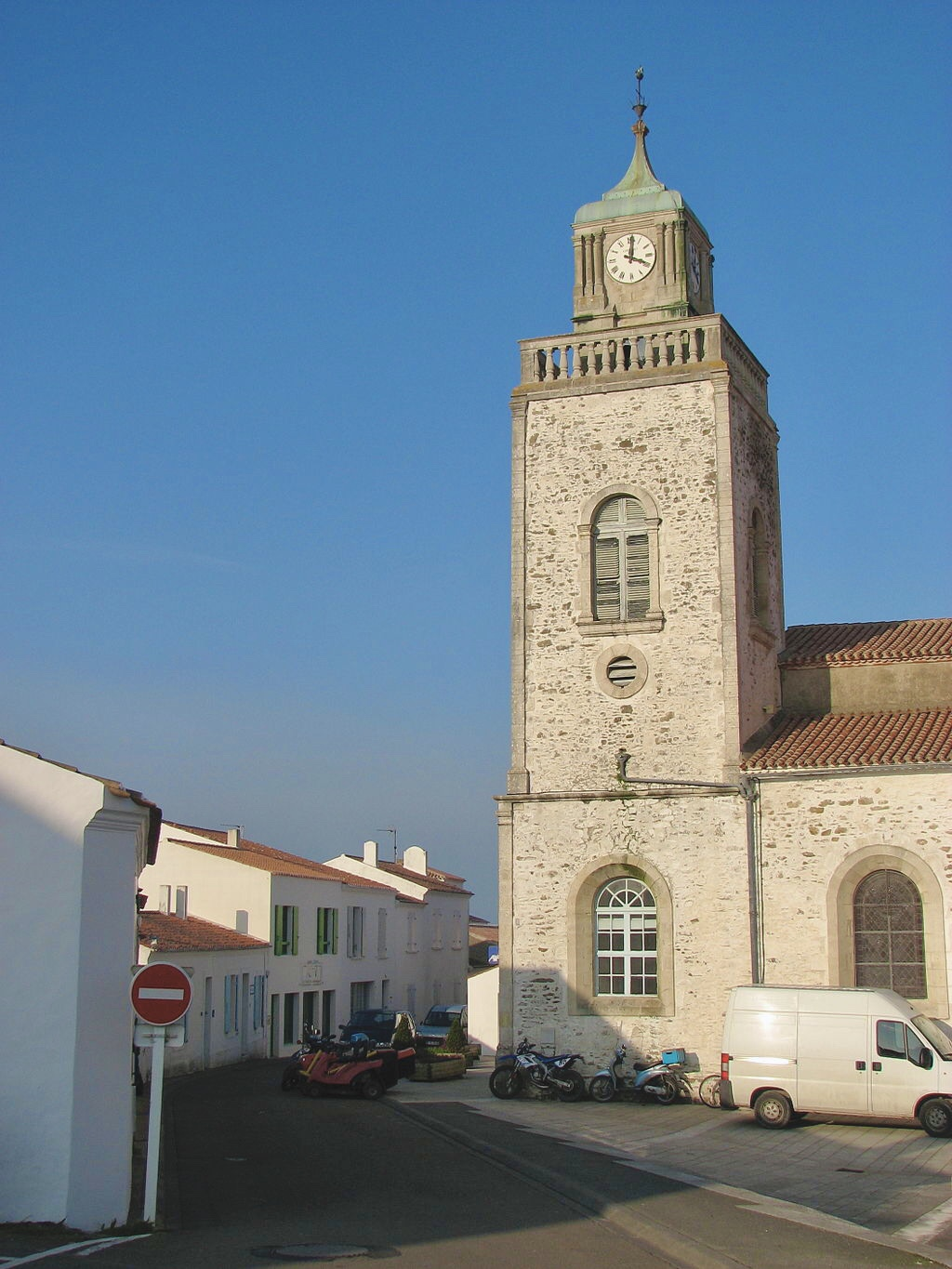
Église Notre-Dame de Port-Joinville.

Aujourd’hui, le revenu des insulaires provient essentiellement du tourisme estival. Port-Joinville est apprécié pour son habitat original, constitué de typiques petites maisons blanches. Le long du port se trouvent de nombreux commerces liés à la pêche et aux pêcheurs, des bars et boutiques. À côté d’un grand supermarché, on trouve des petits détaillants traditionnels (boulangers, bouchers, ferronnerie).
La bicyclette est un moyen de déplacement particulièrement populaire sur l'île et de nombreux loueurs de vélos fleurissent. Des lignes de bus offrent une alternative aux voitures.

## Lieux et monuments
- Église Notre-Dame construite en 1828
- Station de sauvetage en mer (à côté de la poste)
- Musée de la pêche et musée local

## Personnalités liées à la localité

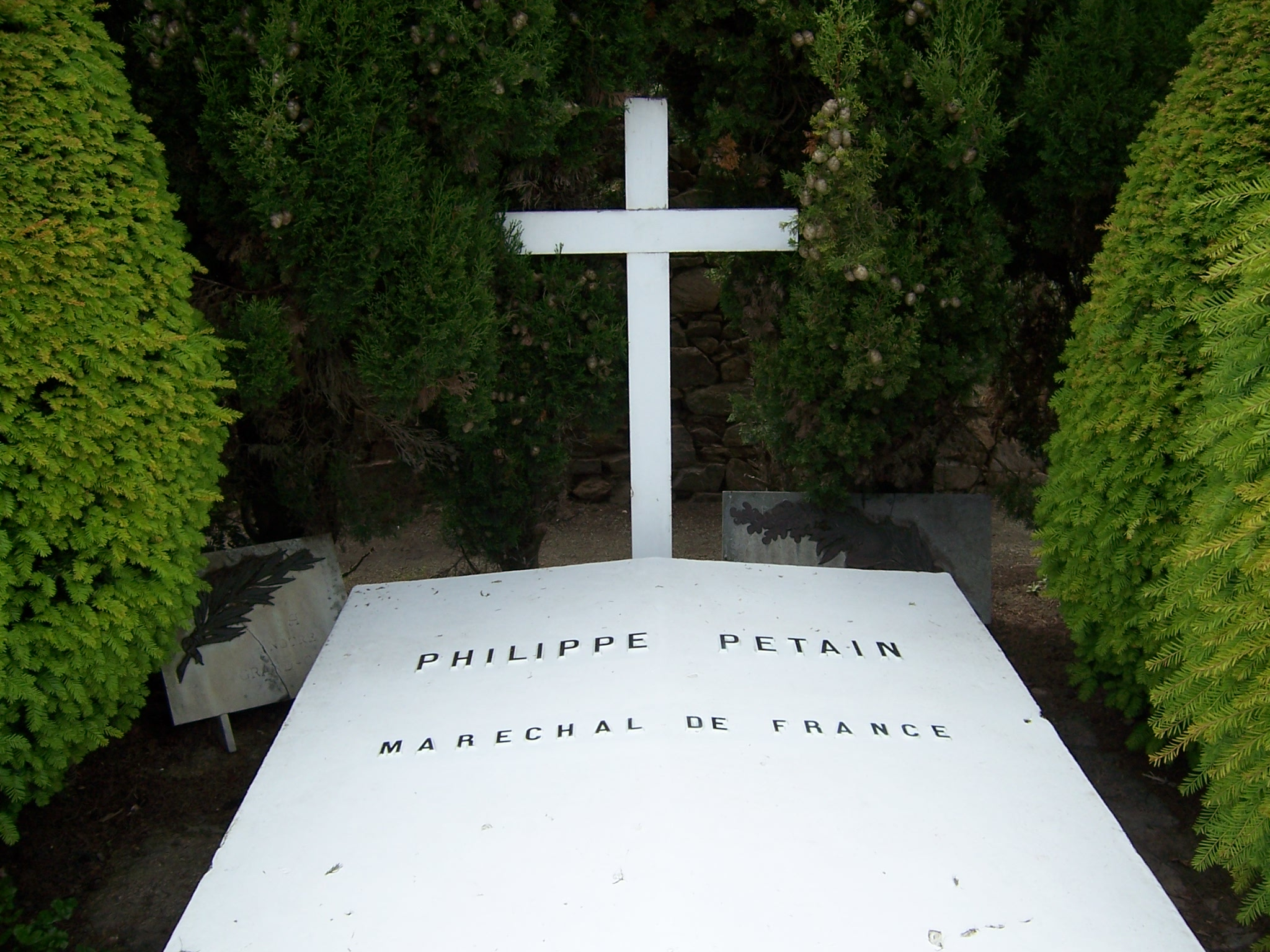
Tombe de Philippe Pétain sur l'île d'Yeu

- Maurice Boitel (1919-2007), peintre français, l'un des chefs de file de la Nouvelle école de Paris, a peint en 1960 de nombreuses œuvres à Port-Joinville où il était venu travailler à l'instigation de son ami Jean Rigaud (1912-1999), peintre de la Marine.
- Philippe Pétain (1856-1951), maréchal de France déchu, chef de l'État Français, a été incarcéré de 1945 à 1951 au fort de Pierre-Levée et y est décédé, avant d'être enterré dans le cimetière au-dessus de Port-Joinville. Un petit musée privé lui est consacré, le musée historial de l'Île-d'Yeu.